# Konstantinos Charisis
Konstantinos „Kostas“ Charisis (griechisch Κωνσταντίνος «Κώστας» Χαρίσης, * 12. November 1979 in Athen) ist ein griechischer Basketballspieler, der bei einer Körpergröße von 2,12 m auf der Position des Centers eingesetzt wird. Unter anderem spielte er Basketball an der Universität von Südkalifornien und in der ersten griechischen Basketballliga.

## Karriere
Konstantinos Charisis erlernte das Basketballspiel in den Jugendabteilungen des ortsansässigen Basketballklubs in Psychiko. Im Alter von 19 Jahren, zur bereits laufenden Saison 1998/99, unterschrieb Charisis seinen ersten Profivertrag beim Klub Papagou, der damals in der ersten griechischen Basketballliga spielte. In den noch ausstehenden Spielen kam der Neuling nur sporadisch zum Einsatz und beendete seine Rookiesaison mit durchschnittlich 3,0 Punkten, sowie 3,0 Rebounds je Spiel. Zum Ende jener Saison stieg der Klub Papagou in die A2 Ethniki ab. Charisis beschloss damals, den Abstieg nicht mit zu gehen und bewarb sich stattdessen um einen Studienplatz an der Universität von Südkalifornien. Dort studierte er in den folgenden vier Jahren Wirtschaftswissenschaften und spielte für das Basketballteam der Universität, die USC Trojans, im Wettbewerb um die NCAA Division I Basketball Championship mit. Nach Beendigung seines Senior-Jahres wurde er als Absolvent einer Hochschule, automatisch für die NBA-Draft gemeldet. Im Gegensatz zu seinen Landsleuten Sofoklis Schortsanitis und Andreas Glyniadakis, blieb Charisis allerdings ungedraftet. Die damalige 2003er Draft gehört, mit Spieler wie LeBron James, Dwyane Wade, Chris Bosh, Carmelo Anthony, Kirk Hinrich und vielen weiteren, zu den talentreichsten und stärksten Drafts in der Geschichte der NBA.
Charisis akzeptierte ein vorliegendes Angebot von Olympiakos und kehrte zurück nach Griechenland. In seinem nun zweiten Profijahr fand er allerdings kaum Anschluss zum Team. Ohnehin erlebte der Klub Olympiakos eine schwierige Saison 2003/04, die mit drei Trainerwechseln einherging und sich der Verein am Ende der Saison auf Rang acht wiederfand. Charisis kam in 8 von möglichen 26 Hauptrundenspielen zum Einsatz und brachte es auf durchschnittlich 5,22 Minuten je Spiel. Daraufhin verließ Charisis den Olympiakos und wechselte in die zweite Liga. Dort kam er beim Ilisiakos unter, den er allerdings auch nach nur einer Saison wieder verlassen hatte, um zu Olympiada Patron zu wechseln. Die Saison 2005/06 beendete der Klub aus Patras auf Rang eins der zweiten Liga und stieg damit, zum ersten Mal in seiner Vereinsgeschichte, ins Oberhaus auf. Damit spielte Charisis ab der Saison 2006/07 wieder Erstklassig und zudem im Wettbewerb der FIBA EuroCup Challenge. Gleich im Auftaktspiel der neuen Saison, bekam es Olympiada mit seinem Lokalrivalen Apollon zu tun. Zwar verlor der Aufsteiger mit 69:79 Punkten sein Jungfernspiel, allerdings kam Charisis mit 12 Punkten und 12 Rebounds zu seinem ersten double-double in der ersten griechischen Liga. Bei Olympiada gehörte der Center zur festen Rotation des Kaders, kam in 25 von möglichen 26 Spielen zum Einsatz und brachte es bei einer durchschnittlichen Einsatzzeit von 22,48 Minuten auf insgesamt 169 Punkte und 156 Rebounds. Charisis weckte erneutes Interesse bei anderen Spitzenteams der Liga und der Center wechselte zur Saison 2007/08 zum Basketballklub von AEK. Allerdings durchlief Charisis beim Athener Klub eine ähnliche Saison wie einst bei Olympiakos. Der Klub AEK wechselte drei Trainer innerhalb der Saison aus, scheiterte im Wettbewerb des EuroCups bereits in der Qualifikationsrunde an Cholet Basket und belegte zum Ende der Saison Rang sieben. Bei einer durchschnittlichen Einsatzzeit von 9,44 Minuten, kam Charisis in acht eingesetzten Spielen, auf insgesamt 20 Punkte.
Charisis wechselte zum Klub Kolossos. Dort gehörte er fortan zur festen Rotation des Kaders, so dass er zum Ende der Saison 2008/09 einen neuen Vertrag unterschrieb, der ihn für zwei weitere Spielzeiten an den Klub gebunden hatte. Mit erneut eindrucksvollen Leistungen auf dem Parkett, interessierten sich auch weiterhin verschiedene Ligakonkurrenten für den Center. In der Saison 2010/11 brachte Charisis es auf 240 Punkte und 142 Rebounds in insgesamt 26 eingesetzten Spielen. Trotz teils besser dotierter Vertragsangebote, verlängerte Charisis erneut um eine weitere Saison auf der Insel.  Zur dann neuen Saison 2011/12 kehrte Rhodos ehemaliger Trainer Vasilis Frangias zurück auf die Trainerbank des Vereins. Frangias führte den Verein einst aus der dritten in die erste Liga und auch dieses Mal leitete er den Kolossos zum Ende der Hauptrunde auf den dritten Rang der Tabelle, den bis dahin besten Saisonergebnis in der Vereinsgeschichte des Kolossos. In den folgenden Playoffs bekam es der Klub dann mit dem EK Kavalas um deren Kapitän Christoforos Stefanidis zu tun. Diesen besiegte man klar in zwei Spielen und im Halbfinale wartete dann der Serienmeister Panathinaikos, der in der ersten Runde den Klub Aris bezwungen hatte, auf Kolossos. Trotz eines Sieges im dritten Spiel, verlor der Inselverein die Serie mit 1:3 Spielen und traf im folgenden kleinen Finale um Rang drei auf den Panionios, der im Halbfinale dem späteren Meister Olympiakos mit 0:3-Spielen unterlegen war. In einer dann sehr ausgeglichenen Serie hatte Kolossos im entscheidenden fünften und letzten Spiel das Heimrecht. In diesem hatte sich die Heimmannschaft mit 63:73 Punkten geschlagen zu geben. Während es Charisis in 15,20 Minuten auf fünf Punkte, vier Rebounds und einen Block brachte, dominierte bei den Gästen vor allem Vasilis Kavvadas in 17,49 Minuten, mit 15 Punkten und 7 Rebounds. Bester Werfer des Spiels war mit 20 Punkten der US-Amerikaner Jon Diebler der damals seine erste und bisher einzige Saison für den Panionios spielte.
Im Sommer 2012 sollte Charisis ein weiteres Mal mit dem Kolossos verlängern, konnte sich allerdings mit dem Vorstand des Vereines auf keinen neuen Vertrag einigen. Angebote bekam er dann von den Vereinen Apollon, bei dem er zusammen mit Nikos Barlos, ganz oben auf der Wunschliste des Vereines stand. Dem Ilisiakos, des Weiteren interessierte sich der Klub Aris für ihn und auch Olympiakos hatte angekündigt, Charisis als Backup installieren zu wollen, da der eigentlich dafür vorgesehene Wunschspieler Kavvadas, keine Freigabe zu einem Wechseln von seinem Verein Panionios bekam. Charisis entschied sich für die Offerte aus Thessaloniki und unterschrieb dort einen Einjahresvertrag.  Zur Saison 2012/13 kam er auf insgesamt 27 Spieleinsätze und brachte es bei einer durchschnittlichen Einsatzzeit von 20,28 Minuten, auf 159 Punkte und 155 Rebounds. Charisis unterschrieb anschließend für zwei weitere Spielzeiten beim Aris und verließ diesen zum Ende der Saison 2014/15.
Auch zur Saison 2015/16 war Charisis, mit nun 36 Jahren, weiterhin ein gefragter Spieler. Angebote lagen ihm vom Klub Kolossos vor und auch der Verein Koroivos interessierte sich für den ehemaligen Spieler des Aris. Ein wenig überraschend kam dann die Ankündigung, Charisis stehe vor einem Wechsel in die vierte Liga. Dem Ippokratis Kos war es gelungen den Center für sich zu gewinnen und Charisis wechselte in die Gamma Ethniki, hatte dort einen Einjahreskontrakt unterschrieben und kam in 25 von möglichen 26 Spielen zum Einsatz. Dabei erzielte er 365 Punkte und war damit zweiterfolgreichster Werfer seiner Mannschaft.